# Kostelec u Křížků
Kostelec u Křížků település Csehországban, a Kelet-prágai járásban. Kostelec u Křížků Kamenice, Pohoří és Sulice településekkel határos. Lakosainak száma 765 fő (2024. január 1.).

## Népesség
A település lakosságának változását az alábbi diagram mutatja:
| Lakosok száma | 447  | 359  | 412  | 339  | 386  | 583  | 662  | 720  | 792  | 765  |
|               | 1869 | 1900 | 1921 | 1961 | 1980 | 2011 | 2016 | 2019 | 2021 | 2024 |